# کاه نیشینا
کاه نیشینا (انگلیسی: Kae Nishina؛ زادهٔ ۷ دسامبر ۱۹۷۲) بازیکن فوتبال اهل ژاپن است که در تیم ملی فوتبال زنان ژاپن بازی کرده‌است.